# Il Mercenario
Il Mercenario (El Mercenario) è una serie a fumetti realizzata da Vicente Segrelles esordita nel 1981 e pubblicata con successo in una quindicina di Paesi.

## Storia editoriale
La serie venne pubblicata in Spagna sulla rivista Cimoc nel 1980, realizzata con una tecnica pittorica ad olio. Ottenne presto un notevole successo sia in patria che all'estero venendo pubblicato ad esempio in Italia dal 1982 sulla rivista L'Eternauta e poi su Skorpio. La serie venne realizzata dal suo autore fino al 2003 e consta di 13 episodi.

## Trama
In un immaginario paese dell'Asia, situato sulle cime di alte montagne, la presenza perenne di nubi impedisce il contatto con altre civiltà; il protagonista, del quale non si saprà mai il vero nome, viene indicato genericamente come il Mercenario. In questo regno, un territorio ostile e dal quale sembra impossibile ogni contatto con l'esterno, il Mercenario riesce a oltrepassare le nuvole che si credeva fossero i confini del mondo intero, venendo così in contatto con gli altri popoli. Per farlo usa draghi volanti; in questo regno infatti esistono draghi addomesticati che vengono usati come mezzo di trasporto. Il protagonista viene assunto per salvare fanciulle rapite o per scortare qualcuno.

## Elenco episodi
1. Il popolo del Fuoco Sacro (1982)
2. La formula (1983)
3. Le prove (1984)
4. Il sacrificio (1988)
5. La fortezza (1991)
6. La sfera (1993)
7. Il viaggio (1995)
8. Anno mille (1996)
9. Alla ricerca degli antenati (1997)
10. I Giganti (1998)
11. La fuga (2000)
12. Il riscatto (2002)
13. Il riscatto II (2003)